# Salinas Grandes

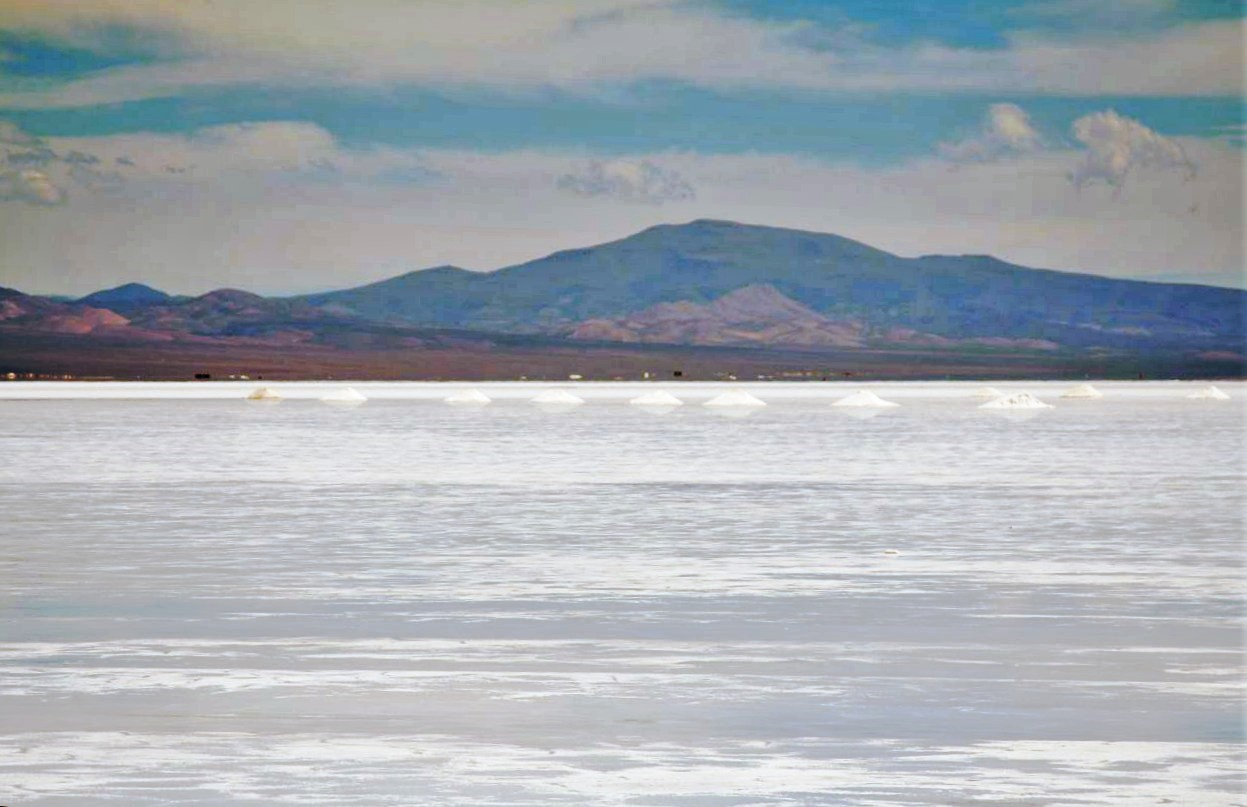
Veduta delle Salinas Grandes

Le Salinas Grandes (un tempo localmente indicate anche come Desierto de las Salinas) sono una vasta area salina situata nel centro-nordorientale dell'Argentina.
Hanno un'estensione di 600 km2 e si trovano a una altitudine media di 3450 m slm.

## Ubicazione
Le Salinas Grandes costituiscono il nucleo e la maggior parte dell'area chiamata Cuenca Saliniana e occupano il livello di base di un vasto bacino endoreico con scarse precipitazioni che indica uno dei limiti meridionali percettibili del Chaco Austral. Il bacino si estende su quattro province argentine: il confine nordorientale della Provincia di Córdoba, dove segna una specie di linea ecologica interprovinciale; il settore sudorientale della Provincia di La Rioja, il sud-sudest della Provincia di Catamarca e il sudovest della Provincia di Santiago del Estero. Di fatto le linee di confine delle province formano una poligonale geodesica che cerca di avvicinarsi alle linee e ai punti più bassi del bacino delle Salinas Grandes. 
Il centro approssimativo di questo enorme bacino salato (i cui margini variano in continuazione in funzione dei cicli umido/secco) si trova alle coordinate 29°53′S 64°59′W.

## Origine

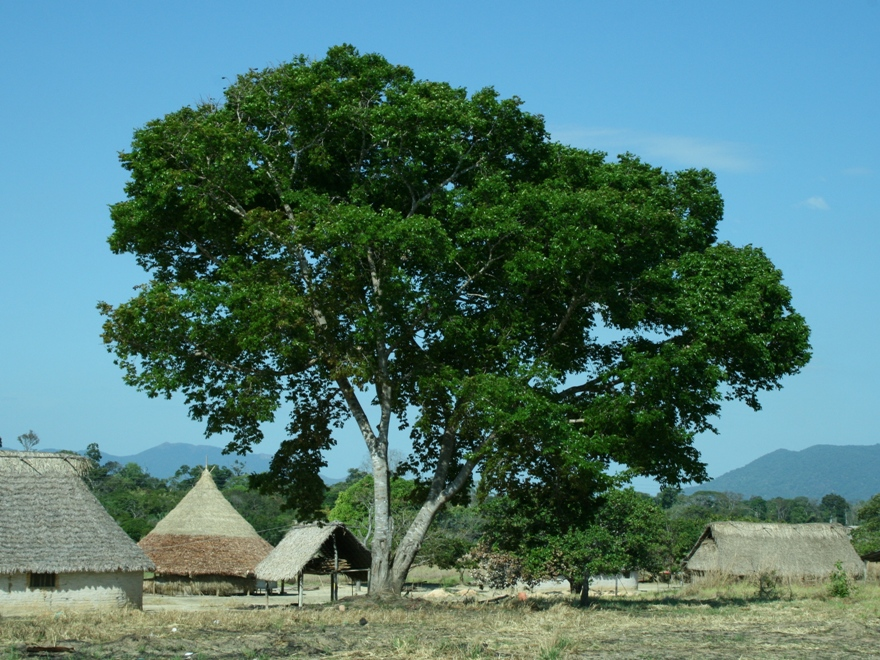
Hymenaea courbaril

L'origine geologica di questa vasta depressione salina è da collegarsi all'esistenza della grande laguna del Mar Chiquita, una faglia tettonica riattivatasi che ha esposto il letto di un antico fondale marino, con la differenza che nelle Salinas Grandes non esistono affioramenti sufficienti né apporti regolari di acqua sufficienti a creare un grande lago salato o un mare interno. Anzi avviene praticamente l'opposto, in quanto l'area ha un clima continentale estremo e molto secco nel quale le lagune formatesi per l'apporto delle scarse acque episodiche, torrenziali o sotterranee, come il Río Soto, che scendono dalle zone montuose circostanti (Sierras de Córdoba, Sierra de Ancasti e Sierra Brava) sono un'eccezione alla regola.
La faglia tettonica nella quale si trovano le Salinas Grandes ha una direzione nordest-sudovest.
In alcune zone si formano dune sopra le quali crescono arbusti psammofili come l'Allenrolfea vaginata associata a cactus, e in misura minore alberi come Hymenaea courbaril, Geoffroea decorticans e qualche esemplare di Schinopsis.
Dalle Salinas Grandes si estraggono minerali come cloruro di sodio, solfato di sodio, potassio e in misura minore borace. Tali minerali formano una crosta cristallina sopra il substrato del suolo. La loro origine è legata alla sedimentazione conseguente all'evaporazione delle acque fluviopluviali ricche di minerali.